# Мар'ятинська сільська рада
Мар'ятинська сільська рада — колишня адміністративно-територіальна одиниця та орган місцевого самоврядування в Базарському районі Коростенської і Волинської округ, Київської та Житомирської областей Української РСР з адміністративним центром у селі Мар'ятин.

## Населені пункти
Сільській раді на час ліквідації були підпорядковані населені пункти:
- с. Мар'ятин
- с. Трудолюбівка

## Населення
Станом на 1 жовтня 1941 року, в сільраді налічувалось 214 дворів та 704 мешканці, в тому числі: чоловіків — 279, жінок — 425.

## Історія та адміністративний устрій
Створена 25 січня 1926 року, внаслідок реорганізації Дерманівської сільської ради в російську національну та виділення з неї с. Мар'ятин в окрему сільську раду в складі Базарського району Коростенської округи. 14 листопада 1935 року, відповідно до постанови президії ЦВК Української СРР «Про розформування Дерманівської сільради Базарського району Київської області», до складу ради повернуто с. Дерманівка (згодом — Трудоюбівка) ліквідованої Дерманівської сільської ради Базарського району Київської області.
Станом на 1 вересня 1946 року сільська рада входила до складу Базарського району Житомирської області, на обліку в раді перебували села Мар'ятин і Трудолюбівка.
Ліквідована 11 серпня 1954 року, відповідно до указу Президії Верховної ради Української РСР «Про укрупнення сільських рад по Житомирській області», територію та населені пункти ради приєднано до складу Межиліської сільської ради Базарського району Житомирської області.